# هاسوک چانگ
هاسوک چانگ (کره‌ای: 장하석; هانجا: 張夏碩 ; متولد ۲۶ مارس ۱۹۶۷) مورخ و فیلسوف علم متولد کره است که در حال حاضر در گروه تاریخ و فلسفه علم در دانشگاه کمبریج و عضو هیئت مدیره انجمن فلسفه علم فعالیت می‌کند. او قبلاً به عنوان رئیس انجمن تاریخ علم بریتانیا از سال ۲۰۱۲ تا ۲۰۱۴ خدمت کرده.
زمینه‌های مورد علاقه او شامل تاریخ و فلسفه شیمی و فیزیک، فلسفه تجربه علمی، اندازه‌گیری در مکانیک کوانتومی، واقع گرایی، شواهد علمی، کثرت گرایی و عمل گرایی است.

## سنین جوانی و تحصیل
چانگ در سال ۱۹۶۷ در سئول متولد شد. او با روان درمانگر گرچن سیگ لار ازدواج کرده‌است.
چانگ در مدرسه نورثفیلد مانت هرمون، ماساچوست تحصیل کرد و دانشجوی مهمان در کالج همپشایر در ماساچوست بود. او در سال ۱۹۸۹ در مؤسسه فناوری کالیفرنیا با مدرک کارشناسی ارشد در یک برنامه مطالعات مستقل، با تمرکز بر فیزیک نظری و فلسفه فارغ‌التحصیل شد. او به دانشگاه استنفورد رفت و در آنجا دکترای خود را به پایان رساند. موضوع پایان‌نامه او با عنوان اندازه‌گیری و گسستگی فیزیک کوانتومی بود.

## شغل و جوایز
چانگ از ژوئیه ۱۹۹۳ تا دسامبر ۱۹۹۴ دانشیار فیزیک در دانشگاه هاروارد بود. در سال ۱۹۹۵ او به انگلستان نقل مکان کرد و در آنجا به عنوان مدرس و نهایتاً استاد در گروه مطالعات علم و فناوری دانشگاه کالج لندن کار کرد. چانگ در سال ۲۰۱۰ به دانشگاه کمبریج نقل مکان کرد و استاد تاریخ و فلسفه علم Hans Rausing شد.
چانگ در سال ۲۰۰۶ برنده جایزه لاکاتوش برای کتاب «اختراع دما: اندازه‌گیری و پیشرفت علمی شد و در سال ۲۰۱۳ جایزه بین‌المللی فلسفه علم فرناندو گیل را برای کتاب «آب H
2O است» دریافت کرد.
او جایزه تاریخ فیزیک آبراهام پیس را در سال ۲۰۲۱ از انجمن فیزیک آمریکا دریافت کرد «به دلیل مطالعات نوآورانه و تأثیر گذار در مورد تاریخ و فلسفه علوم فیزیکی، از جمله آثار علمی در مورد شواهد علمی، تعامل فیزیک و شیمی، و تاریخی و جنبه‌های معرفتی فیزیک حرارتی.»

## کتابشناسی - فهرست کتب

### انگلیسی
- ابداع دما: اندازه‌گیری و پیشرفت علمی (2004)[۴]
- آیا آب H
2O{{سخ}} H
2O ?: شواهد، واقع گرایی و کثرت گرایی (2012)[۴]

### کره ای
- 장하석의 과학, 철학을 만나다 (Science Meets Philosophy) (2014)[۸]

## حضور در رسانه‌ها
- افق، " یک درجه چیست؟ " (۱۰ ژانویه ۲۰۱۱) - مصاحبه توسط بن میلر[۹]
- Nova – Absolute Zero: The Conquest of Cold (8 ژانویه 2008)[۹]
- Chang Hasok's Science Meets Philosophy (فوریه تا مه ۲۰۱۴) - پخش شده در EBS[۱۰]